# Michalewka (obwód kurski)
Michalewka (ros. Михалевка) – wieś (ros. деревня, trb. dieriewnia) w zachodniej Rosji, w sielsowiecie kalinowskim rejonu chomutowskiego w obwodzie kurskim.

## Geografia
Miejscowość położona jest 7 km od centrum administracyjnego sielsowietu kalinowskiego (Kalinowka), 8 km od centrum administracyjnego rejonu (Chomutowka), 112 km od Kurska.

## Demografia
W 2010 r. miejscowość zamieszkiwały 32 osoby.